# Аддай II
Мар Аддай II (арам. ܡܪܝ ܐܕܝ, при рождении Шимун Геваргиз; 1 августа 1950, Мосул — 11 февраля 2022, Финикс) — католикос-патриарх Древней Ассирийской церкви Востока.
Родился 1 августа 1950 года, некоторые источники указывают в качестве года рождения 1946 или 1948
Был избран в феврале 1970 года через несколько месяцев после того, как умер его предшественник Мар Фома Дармо. Интронизация 20 февраля 1972 года. Резиденция находится в Багдаде.
Скончался 11 февраля 2022 года